# Diocesi di Sinope

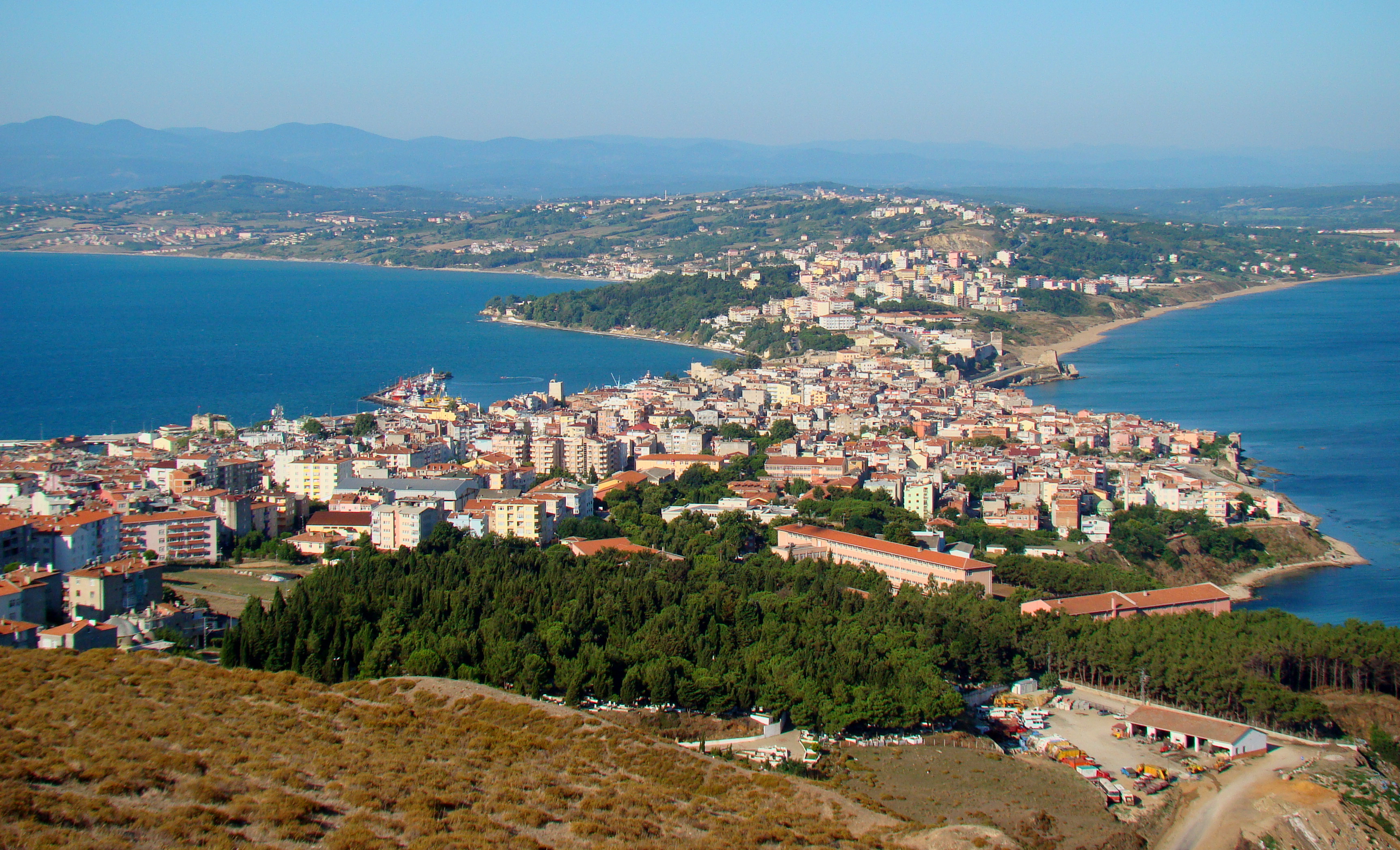
Panorama di Sinope oggi.

La diocesi di Sinope (in latino Dioecesis Sinopena) è una sede soppressa del patriarcato di Costantinopoli e una sede titolare della Chiesa cattolica.

## Storia
Sinope, corrispondente alla città di Sinop nell'odierna Turchia, è un'antica sede vescovile della provincia romana dell'Elenoponto nella diocesi civile del Ponto. Faceva parte del patriarcato di Costantinopoli ed era suffraganea dell'arcidiocesi di Amasea. La sede è documentata nelle Notitiae Episcopatuum del patriarcato fino al XII secolo.
Secondo la tradizione cristiana fu l'apostolo Andrea ad evangelizzare la città di Sinope. Il Menologio registra come primo vescovo san Filologo, istituito dallo stesso apostolo. Il Martirologio Romano, alla data del 5 marzo, menziona il vescovo san Foca, che subì il martirio all'epoca dell'imperatore Traiano; 200 martiri di Sinope sono ricordati il 7 aprile. Epifanio di Salamina, nel suo Adversus haereses, riferisce che tra i vescovi di Sinope figura anche il padre di Marcione (140 circa), fondatore della dottrina cristiana che prende il nome di marcionismo.
Di questa antica diocesi bizantina sono noti una quindicina di vescovi storicamente documentati, il primo dei quali è stato Proeresio, che fece parte del gruppo di vescovi orientali che, attorno al 343/344, abbandonò il concilio di Sardica per sottoscrivere a Filippopoli una formula di fede dai contenuti ariani; lo stesso vescovo prese parte al sinodo di Gangra, la cui datazione è a tutt'oggi incerta (circa 340-360). La sede scomparve probabilmente nel XIV secolo quando la città e il suo territorio vennero conquistati dai turchi selgiuchidi: un suo vescovo è ancora attestato nel 1315.
Dal XVII secolo Sinope è annoverata tra le sedi vescovili titolari della Chiesa cattolica; la sede è vacante dal 5 giugno 1985. Il suo ultimo titolare è stato Josef Maria Reuß, vescovo ausiliare di Magonza.

## Cronotassi

### Vescovi greci
La seguente cronotassi integra le liste episcopali riprodotte da Le Quien, Vailhé e Giftopoulou; per gli altri vescovi, assenti in queste liste, è riportata in nota la fonte di riferimento.
- San Filologo †
- San Foca † (? - circa 100 deceduto)
- Anonimo † (menzionato nel 140 circa)
- Proeresio † (menzionato tra il 340 e il 360)
- Antioco † (menzionato nel 451)
- Eliano † (menzionato nel 458)
- Bosforio † (dopo il 492 - prima del 518)
- Pitagora † (menzionato nel 518)
- Sergio † (menzionato nel 680)
- Zenone † (menzionato nel 712)
- Gregorio † (prima del 787 - 26 maggio 793 deceduto)
- Teodoro † (menzionato nell'869)
- Teodosio † (menzionato nell'879)
- Giovanni † (X secolo)[2]
- Michele † (X secolo)[3]
- Teofilatto I † (XI secolo)[4]
- Leone † (XI secolo)[5]
- Melezio † (menzionato nel 1302)
- Teofilatto II † (menzionato nel 1315)

### Vescovi titolari
- Antoine Sicault † (19 ottobre 1711 - 8 settembre 1733 deceduto)
- Christian Albert Anton von Merle † (12 aprile 1734 - 2 marzo 1765 deceduto)
- Cyprianus von Wolicki † (14 aprile 1766 - maggio 1775 deceduto)
- Jan Szyjkowski † (13 novembre 1775 - 1798 deceduto)
- Domenico Bellusci † (18 settembre 1807 - 2 marzo 1833 deceduto)
- Giuseppe Maria Papardo del Parco, C.R. † (11 dicembre 1857 - 27 ottobre 1871 nominato arcivescovo di Monreale)
- Luigi Vaccari, O.S.B. † (22 dicembre 1871 - 16 dicembre 1887 deceduto)
- Auguste Marchal † (1º giugno 1888 - 16 gennaio 1900 deceduto)
- Francesco Certo Garipoli † (15 aprile 1901 - 22 febbraio 1911 deceduto)
- Peter Göbl † (28 febbraio 1911 - 15 febbraio 1916 deceduto)
- Eugenio Beccegato † (19 maggio 1917 - 29 agosto 1917 nominato vescovo di Ceneda)
- Giacomo Maria de Amicis † (3 luglio 1919 - 23 luglio 1937 deceduto)
- Beato Zoltán Lajos Meszlényi † (22 settembre 1937 - 4 marzo 1951 deceduto)
- Josef Maria Reuß † (19 novembre 1954 - 5 giugno 1985 deceduto)